# 인후배양
인후배양(咽喉培養, throat culture)은 인후의 세균이나 진균 감염을 확인하기 위해 시행하는 진단 검사이다. 검사 시 인후 도말을 통해 표본을 채취하여 배양을 할 수 있는 특수한 용기에 넣는다. 배양 용기에서 생물이 성장한다면 배양 결과는 양성이며 감염이 있다는 사실을 확인할 수 있다. 어떤 종류의 감염인지는 현미경이나 화학적 검사를 이용하여 알아낸다. 어떠한 생물도 성장하지 않았다면 배양 결과는 음성이다. 인후배양으로 검사하는 흔한 감염성 미생물에는 아구창의 원인인 칸디다 알비칸스, 연쇄상구균 인두염이나 성홍열, 류마티스열의 원인인 A군 연쇄상구균이 있다. 인후배양의 연쇄상구균 인두염 진단에 대한 민감도는 약 81%로 민감도가 70%인 연쇄상구균 신속항원검사보다 우수하지만 특이도는 비슷하다고 알려져 있다.

## 목적
인후배양은 인후염의 원인을 조사하기 위해 수행할 수 있다. 대부분의 인후염은 바이러스 감염이 원인이지만 원인이 불명확한 경우도 있으며, 따라서 인후배양을 통해 세균 감염이 원인이 아닌지 확인할 수 있다. 원인 병원체를 알아내 치료에 도움을 받을 수 있다.

## 기술
인후배양 대상자의 머리를 뒤로 기울이고 입을 벌리게 한다. 검사를 실시하는 사람은 설압자로 대상자의 혀를 누르고 입과 인후에서 표본을 얻어 검사한다. 이때 깨끗한 면봉으로 인후 뒤쪽, 구개편도, 그 외에 빨갛게 염증이 생긴 부위를 도말하여 표본을 얻는다. 혹은 인후를 세척하여 표본을 얻기도 한다. 검사를 수행하기 전 대상자가 약간의 소금물로 가글하고 용기에 뱉어내는 방법을 이용하기도 한다. 이 방법은 인후도말보다 많은 양의 표본을 얻을 수 있으며 검사의 신뢰성을 높일 수 있다.
화농성연쇄상구균 배양에는 37°C (체온) 기준 18 ~ 24시간이 걸린다.

## 같이 보기
- 연쇄상구균 신속항원검사